# Kate bűne (Lost)
A Kate bűne (What Kate Did) a Lost című amerikai televíziós sorozat második évadának kilencedik epizódja.
2005. november 23-án mutatták be először az ABC műsorán a sorozat 34. részeként. Az epizódot Steven Maeda és Craig Wright írta és Paul Edwards rendezte. Középpontjában Kate Austen áll.

## Visszaemlékezések
A 24 éves Kate a házának teraszán ült egy öngyújtóval játszogatva, mikor ittasan megérkezett apja, Wayne. A nő ágyba segítette a férfit, aki kifogásolta, hogy nem vetkőztette le. Miközben Kate motorral eltávolodott a háztól, az felrobbant.
Egy étterembe ment, ahol édesanyja, Diane Janssen dolgozott. Kate rámutatott arra, hogy Wayne ismét megsebesítette Diane-t, majd átadta neki a házra kötött biztosítás kötvényeit, azt mondva, hogy ő már mindent elintézett. Annak ellenére, hogy anyja felszólította, árulja el, mi történt, Kate könnyeivel küszködve otthagyta őt.
Később, mikor egy vonat- vagy buszjegyet akart venni Tallahasse-be, Kate-et elfogta Edward Mars rendőrbíró. A férfi azt mondta, a nőt az anyja árulta el.
Éjszaka az esős autópályán a békebíró a megbilincselt Kate-et Iowába akarta vinni, hogy vád alá helyezhessék. A férfi megkérdezte, az eddig nem büntetett előéletű, nem erőszakos természetű Kate miért éppen most robbantotta fel Wayne-t. Hirtelen egy fekete ló jelent meg az autó előtt. Kate felkiáltott: „Vigyázzon!”, és miután egy éles kanyarral sikerült kikerülni az állatot, a kocsi egy villanyoszlopnak ütközött. Mivel a marsall néhány pillanatra elájult a kinyíló légzsák miatt, Kate elvette tőle a kulcsokat, és megpróbálta kinyitni a bilincset, ám a békebíró felébredt. Egy rövid harc után Kate kilökte Marsot a kocsiból. Visszafordult az enyhén megsérült autóval, majd felkapcsolta a fényszórókat, hogy elindulhasson. Meglepődött, mikor a fény az út mellett nyugodtan álló lóra esett. Az állat néhány másodpercig nézte a nőt, aztán eltűnt a sötétben.
Kate ezután az amerikai hadsereg egyik toborzóirodájába látogatott, ahol találkozott Sam Austen törzsőrmesterrel, a férfival, akiről azt hitte, ő a biológiai apja. Elmondta neki: nemrég jött rá, hogy igazából Wayne lánya, Sam pedig csak a mostohaapja. Sam elárulta, hogy ő erről tudott, de nem közölte vele, mert tudta: Kate képes lenne megölni Wayne-t, ha rájön. A férfi elmondta, hogy értesítenie kell a hatóságokat, de adhat neki egy óra előnyt. A toborzóállomás hátterében, a tévében egy vágás erejéig, kb. két másodpercig tisztán látható volt Sayid.

## A szigeten
Az epizód egy személlyel kezdődik, aki a reggeli fényben a tengerparton horgászik. Aztán kilépett a sátrából Jin, akin nem volt póló. Őt követte a mosolygó Sun. Mikor megölelte férjét, Hurley feltartotta hüvelykujját Jinnek, ugyanis a koreaiak Hugo sátra mellett laktak. Sun elfordult, hogy körbenézzen a parton, és látta, ahogy Sayid Shannon sírját ásta.
A bunkerben Jack a félig ájult Sawyert figyelte, aki azt kérdezte: „Merre van?” Jack arra gondolt, a férfi valószínűleg Kate holléte felől érdeklődik. Sawyer ezután kétszer azt suttogta: „Szeretem őt.” Az orvos ezen annyira meglepődött, hogy elhallgatott.
Gyümölcsszedés közben Kate meglepődött, mikor egy fekete lovat látott a dzsungelben. A Hattyúba visszatérve felajánlotta Jacknek, hogy ő majd vigyáz Sawyerre és beüti a kódot, amíg Shannon temetése tart. A parton Eko vigasztalni próbálta Ana Luciát. Azt mondta a nőnek, a túlélők meg fogják érteni, hogy Shannon halála csak egy szerencsétlen baleset volt; ám ő mégis inkább úgy döntött, hogy nem vesz részt a temetésen. A sírnál Sayid próbált néhány szót szólni, de elragadták az érzelmek, és csak kijelentette: „Szerettem őt”, mielőtt elsétált volna. Jack, Locke és a többi túlélő folytatta a rögtönzött szertartást: mindenki egy marék homokot szórt az elhunytra.
A bunkerben Kate feltette Patsy Cline Walkin' After Midnight című számát a lemezjátszóra, és elárulta az alvó Sawyernek, hogy azt hiszi, látott egy lovat a dzsungelben. A férfi morogni kezdett, a nő pedig közelebb hajolt, hogy hallja, mit suttog. Sawyer ekkor megragadta Kate nyakát, és azt mondta: „Megöltél. Miért tetted ezt velem?”
Amikor Jack és Locke visszatért a Hattyúba, meghallották, hogy szól a riasztó, látták a földön fekvő Sawyert, de Kate-et sehol sem találták. 23 másodperccel a számláló lepörgése előtt Locke-nak végül sikerült beírnia a számokat, így az visszaállt 108 percre.
A dzsungelben Kate találkozott Charlieval, és megkérdezte a férfit, mit gondol, lehetnek-e lovak a szigeten. Charlie azt válaszolta, hogy már látott jegesmedvéket, és hallotta egy szörny hangját, de lóval még nem találkozott itt. Ekkor útjaik elváltak. A parton Charlie találkozott Jackkel, és elmondta az orvosnak, hol beszélt Kate-tel. A doktor megtalálta a nőt, és felelősségre vonta a bunker elhagyásáért. Az ezt követő szóváltás közben Kate azt mondta Jacknek: „Sajnálom, hogy nem vagyok olyan tökéletes, mint te. Sajnálom, hogy nem vagyok olyan jó.” Ezután el akart futni, de Jack megragadta a karját, és visszahúzta. Miközben érzelmeik robbanásig feszültek, a férfi szorosan karjaiba zárta a nőt. Kate hirtelen megcsókolta Jacket, majd látva, hogy tette sokkolta az orvost, elszaladt a dzsungelbe. A doktor utánakiáltott, de nem követte.
Sayid Shannon sírjának keresztjére tette saját rózsafüzérét, amikor észrevette, hogy ott ül Kate. A nő bocsánatot kért azért, hogy nem vett részt a temetésen, és elárulta, hogy úgy érzi, megőrült. Miután megkérdezte a szellemek létezéséről, Sayid azt válaszolta, hogy látta Waltot a dzsungelben Shannon halála előtt, és megkérdezte a nőt: ettől őrültnek számít? Kate ezután visszatért a bunkerbe, és felváltotta Sunt, aki Sawyerre vigyázott.
A nő megkérdezte a férfit, hallja-e, amit mond. Először a saját nevén szólította, majd azt mondta: „Wayne”. Sawyer erre megmozdult, és halkan morogni kezdett. Kate azt hitte, Wayne szelleme megszállta a férfi testét, ezért elárulta neki, hogy azért ölte meg, mert rájött, ő az apja. Túl sok volt neki annak a tudata, hogy annak az embernek egy része, akit mindig is gyűlölt, benne fog továbbélni. Továbbá amikor érezni kezdett valamit Sawyer iránt, mindig őt látta maga előtt, és ez undort keltett benne. A nő vallomása után Sawyer felébredt valódi önmagaként, és megjegyzéseiből ítélve az egész beszélgetést hallotta. Kate zavarban volt, de megkönnyebbült. Kivezette a férfit a bunkerből, mivel az előtte nem hitte el, hogy nem mentették meg őket. Kint beszélgettek, amíg Sawyer meg nem látott valamit. Kate megfordult, hogy megnézze, mit bámul annyira a másik. Akkor vette észre a fekete lovat. Az ideges nő megkérdezte a férfit, ő is látja-e, és mikor az megerősítette, Kate megnyugodott, hogy az állat nem csak az ő fejében létezik. Megközelítette és megsimogatta, majd néhány másodperc múlva a ló visszafutott a dzsungelbe.
Eközben a parton Jack odament Ana Luciához, aki éppen egy rudat faragott a késével. Az orvos adott neki három kis üveg tequilát, emlékeztetve őt első találkozójukra a reptéren. Egy kicsit sajnálkoztak, mosolyogtak, és megbékéltek egymással.
A bunkerben Locke egy csavarvágóval megszabadította Jint a bilincstől, amit az a kezén viselt Michael hetekkel azelőtti megtámadása óta. Miután a koreai elment, Michael megkérdezte Locke-ot, mire szolgál a csapóajtó a plafonban, amiről a másik elismerte, hogy nem vette észre. Locke megmutatta Michaelnek és Ekónak a DHARMA tájékoztatófilmjét, majd kifejtette, hogy kidolgozott egy rendszert, amely szerint két személy hatórás váltásokban üti majd be a kódot. Megmutatta Michaelnek, hogy a billentyűzet csak akkor működik, amikor szól a riasztó. A férfi azt kérte, hadd vizsgálhassa meg a berendezést, Locke pedig némi habozás után beleegyezett.
Később Eko félrehívta Locke-ot, és miután elmondta Józsua történetét az Ószövetséggel, átadott neki egy Bibliát, ami egy 16 mm-es filmszalagot tartalmazott. A könyvet a farokrész túlélői találták meg a Nyíl állomáson. Mivel úgy tűnt, hogy a filmdarabot az eredeti tájékoztatóból vágták ki, Locke és Eko összeillesztette őket. Locke már-már csodának tartotta, hogy a filmkockák végül egymás mellé kerülhettek, ám a másik férfi figyelmeztette: „Ne keverje össze a véletlent a végzettel.” Megnézték a hiányzó szakaszt, melyben az önmagát Marvin Candle-nek nevező férfi hosszabban figyelmeztette őket, hogy a számítógépet csak a kód beírására használják. Elmondta, hogy a hármas állomás elszigeteltsége arra indíthatja az ott tartózkodókat, hogy felvegyék a kapcsolatot a külvilággal. Csakhogy ez veszélyeztetheti a projekt integritását, és egy újabb „incidenshez” vezethet.
Ugyanekkor vizsgálta meg Michael a számítástechnikai eszközöket (nyilvánvalóan hallótávolságon kívül volt, mikor Locke-ék lejátszották a kiegészített filmet). Hallotta a furcsán csipogó terminált, és odament ellenőrizni. A számláló 51 percen állt. A képernyőn egy „Helló?” felirat jelent meg. Szemben Locke korábbi próbálkozásaival, mikor Michael leült, be tudta gépelni a „Helló?” szöveget. Egy pillanattal később a monitoron a „Ki van ott?” mondat volt olvasható. Michael válaszolt: „Itt Michael. Ki van ott?” Pár másodperccel később az jelent meg a képernyőn, hogy „Apa?” Michael megdöbbent arcával ér véget az epizód.